# Nationale Wiedergeburt Polens
Nationale Wiedergeburt Polens (NOP) (polnisch Narodowe Odrodzenie Polski) ist eine rechtsextreme Partei in Polen. Sie strebt eine „nationale Revolution“ an. Sie kann als klerikal(neo)faschistische Organisation klassifiziert werden, vertritt katholisch-konservative, nationalistische und antisemitische Positionen.
In der Wirtschaftspolitik vertritt die NOP einen „Dritten Weg“ zwischen Kapitalismus und Kommunismus. Die europäische Einigung lehnt sie fundamental ab.

## Geschichte
Die NOP wurde 1981 gegründet. Bis 1989 wirkte sie als illegale antikommunistische Organisation, seit 1992 ist sie als Partei offiziell registriert. In ihrer Symbolik (siehe Flagge) und ihren politischen Forderungen knüpft die NOP unmittelbar an das Nationalradikale Lager der 1930er-Jahre an. Vorsitzender der NOP ist Adam Gmurczyk. Die Organisation ist in fast allen Woiwodschaften mit regionalen Verbänden vertreten und gibt die Zeitschrift Szczerbiec (der Name des polnischen Krönungsschwerts) mit einer Auflage von bis zu 8.000 Exemplaren heraus. Diese veröffentlichte in den 1990er-Jahren eine Reihe von Artikeln, die den Holocaust leugneten, unter anderem einen Aufsatz von David Irving. Die Partei war 1997 außerdem Herausgeberin eines Buches unter dem Titel „Der Mythos vom Holocaust“. Die NOP ist mit rechtsextremen Skinhead-Gruppen und mit der neonazistischen Musikgruppe Legion verbunden.
Die NOP war auch eine der Mitbegründerparteien des Neonazi-Netzwerks International Third Position und – mit anderen nationalistischen Bewegungen aus Deutschland, Italien, Spanien, Rumänien, Griechenland, Tschechien und der Slowakei – der Europäischen Nationalen Front (ENF). Sie verließ die ENF aber nach Konflikten mit der Nationaldemokratischen Partei Deutschlands (NPD) wieder.
Bei der Parlamentswahl 2007 gewann die NOP 42.407 Stimmen.